# Emilio Pliego
Emilio Pliego Ruiz de Cordejuela (Madrid, ca. 1850, Pamplona, 8 de enero de 1924) fue un fotógrafo español. Es uno de los  fotógrafos que destacan en la Pamplona del último cuarto del siglo XIX junto a Anselmo María Coyne, Valentín Marín, Agustín Zaragüeta, José Roldán Bidaburu y Félix Mena, desarrollando también durante este período y el primer cuarto del siglo XX una labor de reportero gráfico para entidades diversas como la Comisión de Monumentos Históricos y Artísticos de Navarra, la Editorial Espasa-Calpe o publicaciones como la revista gráfica ilustrada La Avalancha, el diario ABC o la revista Blanco y Negro.

## Biografía
De origen madrileño, trabajó en esta ciudad como ayudante del fotógrafo Gabriel Chevrier. En el Diario Oficial de Avisos de Madrid, a finales de julio de 1873, se publican varios edictos reclamando su presencia en el palacio de Justicia «como oficial o dependiente que ha sido del fotógrafo Gabriel Chevrier».
Tras un breve paso por Logroño, hacia 1876 se constata en la capital de Navarra asociado con Leopoldo Ducloux. En la prensa local se anuncian como fotografía francesa y discípulos ambos de Eduardo Otero Díaz y del portorriqueño Heraclio Gautier de Madrid. Esta sociedad se disolverá en 1879 abriendo Emilio su propio estudio.
En 1880 Pliego se asentó en un estudio propio también en la Plaza del Castillo, lugar habitual donde se instalaron en la época la gran mayoría de los estudios fotográficos de la ciudad. Se convirtió rápidamente en un establecimiento de prestigio, como lo evidencia el obtener en enero de 1897 el teléfono número 2 de Pamplona. Además contó con dos ayudantes, Félix Mena y Fermín Adocin; ambos, con el tiempo, ejercerán también como fotógrafos. 
En 1887 se ubica en la planta baja, en el edificio del Crédito Navarro. Probablemente es el primero en hacerlo ya que lo habitual era instalarse en los áticos de los edificios. También figura en este año como miembro de la Sociedad Francesa de Fotografía; junto a él figurarán otros tres fotógrafos afincados en Pamplona: Leandro Desages (1864), Valentín Marín (1867) y Leopoldo Ducloux (1872) haciendo que esta ciudad, en este momento, «no tenga parangón con ninguna otra ciudad de España».
Aunque abarcó varios aspectos de la fotografía, se especializó en retratos, sobre todo de niños y fotografías esmaltadas.
En 1900, de manera temporal y como sucursal, se había asociado con la denominada Sociedad Electro Fotográfica, de Gijón, cuyo director era Antonio María Quiroga. Esta asociación facilitaba estar al corriente de las novedades fotográficas del momento al mismo tiempo que disponer de productos y materiales fotográficos.
Pliego permaneció al frente del negocio hasta 1922. Su trabajo fue continuado por sus hijas, permaneciendo abierto el estudio de Pamplona hasta 1934.